# Chromosome 4 humain
Le chromosome 4 est un des 24 chromosomes humains. C'est l'un des 22 autosomes (ou homologues).

## Caractéristiques du chromosome 4
- Nombre de paires de base : 191 411 218
- Nombre de gènes : 866
- Nombre de gènes connus : 743
- Nombre de pseudo gènes : 424
- Nombre de variations des nucléotides (S.N.P ou single nucleotide polymorphisme) : 560 411

## Anomalies chromosomiques décrites au niveau du chromosome 4

### Délétion et micro délétion
- Syndrome de Wolf-Hirschhorn

## Gènes localisés sur le chromosome 4
- HCL2 (également appelé RHC ou RHA) : Associé à la rousseur (à noter que la couleur des cheveux est un caractère polygénique)
- FBXL5 : codant la protéine « F-box/LRR-repeat protein 5 »
- STATH : codant la protéine Stathérine

## Maladies localisées sur le chromosome 4
- Les maladies en rapport avec des anomalies génétiques localisées sur le chromosome 4 sont :

| Maladies localisées sur le chromosome 4    | Maladies localisées sur le chromosome 4 | Maladies localisées sur le chromosome 4 | Maladies localisées sur le chromosome 4 | Maladies localisées sur le chromosome 4 | Maladies localisées sur le chromosome 4 |
| ------------------------------------------ | --------------------------------------- | --------------------------------------- | --------------------------------------- | --------------------------------------- | --------------------------------------- |
| Pathologie                                 | Transmission                            | O.M.I.M                                 | Locus                                   | Gène                                    | Protéine codée par le gène              |
| Bras long                                  |                                         |                                         |                                         |                                         |                                         |
|                                            |                                         |                                         |                                         |                                         |                                         |
|                                            |                                         |                                         |                                         |                                         |                                         |
|                                            |                                         |                                         |                                         |                                         |                                         |
|                                            |                                         |                                         |                                         |                                         |                                         |
|                                            |                                         |                                         |                                         |                                         |                                         |
|                                            |                                         |                                         |                                         |                                         |                                         |
|                                            |                                         |                                         |                                         |                                         |                                         |
|                                            |                                         |                                         |                                         |                                         |                                         |
|                                            |                                         |                                         |                                         |                                         |                                         |
|                                            |                                         |                                         |                                         |                                         |                                         |
|                                            |                                         |                                         |                                         |                                         |                                         |
|                                            |                                         |                                         |                                         |                                         |                                         |
|                                            |                                         |                                         |                                         |                                         |                                         |
|                                            |                                         |                                         |                                         |                                         |                                         |
|                                            |                                         |                                         |                                         |                                         |                                         |
| Dysplasie de hanche (Type Beukes)          |                                         |                                         |                                         |                                         |                                         |
| Dystrophie facio scapulo humérale          |                                         |                                         |                                         |                                         |                                         |
|                                            |                                         |                                         | Q35                                     |                                         |                                         |
|                                            |                                         |                                         |                                         |                                         |                                         |
|                                            |                                         |                                         |                                         |                                         |                                         |
|                                            |                                         |                                         |                                         |                                         |                                         |
|                                            |                                         |                                         |                                         |                                         |                                         |
|                                            |                                         |                                         | Q34                                     |                                         |                                         |
|                                            |                                         |                                         |                                         |                                         |                                         |
|                                            |                                         |                                         |                                         |                                         |                                         |
|                                            |                                         |                                         |                                         |                                         |                                         |
|                                            |                                         |                                         | Q32                                     |                                         |                                         |
|                                            |                                         |                                         |                                         |                                         |                                         |
|                                            |                                         |                                         |                                         |                                         |                                         |
|                                            |                                         |                                         | Q31                                     |                                         |                                         |
|                                            |                                         |                                         |                                         |                                         |                                         |
|                                            |                                         |                                         |                                         |                                         |                                         |
|                                            |                                         |                                         |                                         |                                         |                                         |
|                                            |                                         |                                         | Q28                                     |                                         |                                         |
| Fibrodysplasie ossifiante progressive      | Dominante                               | 135100                                  | q27-q31                                 |                                         |                                         |
| Syndrome de Bardet-Biedl                   |                                         |                                         | q27                                     |                                         |                                         |
|                                            |                                         |                                         | Q27                                     |                                         |                                         |
|                                            |                                         |                                         | Q26                                     |                                         |                                         |
| Syndrome de Romano-Ward                    | Dominante                               |                                         | q25                                     |                                         |                                         |
|                                            |                                         |                                         | Q25                                     |                                         |                                         |
|                                            |                                         |                                         | Q24                                     |                                         |                                         |
|                                            |                                         |                                         |                                         |                                         |                                         |
|                                            |                                         |                                         |                                         |                                         |                                         |
|                                            |                                         |                                         |                                         |                                         |                                         |
|                                            |                                         |                                         |                                         |                                         |                                         |
|                                            |                                         |                                         |                                         |                                         |                                         |
|                                            |                                         |                                         | Q22                                     |                                         |                                         |
|                                            |                                         |                                         |                                         |                                         |                                         |
|                                            |                                         |                                         |                                         |                                         |                                         |
|                                            |                                         |                                         |                                         |                                         |                                         |
| Polykystose rénale type dominant           | Dominante                               |                                         | q21-q23                                 |                                         |                                         |
|                                            |                                         |                                         | Q21                                     |                                         |                                         |
|                                            |                                         |                                         |                                         |                                         |                                         |
|                                            |                                         |                                         |                                         |                                         |                                         |
|                                            |                                         |                                         |                                         |                                         |                                         |
|                                            |                                         |                                         |                                         |                                         |                                         |
|                                            |                                         |                                         | Q13                                     |                                         |                                         |
|                                            |                                         |                                         |                                         |                                         |                                         |
| Dystrophie musculaire des ceintures type E |                                         |                                         | q12                                     |                                         |                                         |
|                                            |                                         |                                         | Q12                                     |                                         |                                         |
|                                            |                                         |                                         |                                         |                                         |                                         |
|                                            |                                         |                                         |                                         |                                         |                                         |
| Bras court                                 |                                         |                                         |                                         |                                         |                                         |
|                                            |                                         |                                         | P11                                     |                                         |                                         |
|                                            |                                         |                                         |                                         |                                         |                                         |
|                                            |                                         |                                         | P12                                     |                                         |                                         |
| Syndrome d'Ondine                          | Dominante                               | 209880                                  |                                         |                                         |                                         |
|                                            |                                         |                                         |                                         |                                         |                                         |
|                                            |                                         |                                         | P13                                     |                                         |                                         |
|                                            |                                         |                                         |                                         |                                         |                                         |
|                                            |                                         |                                         |                                         |                                         |                                         |
|                                            |                                         |                                         |                                         |                                         |                                         |
|                                            |                                         |                                         |                                         |                                         |                                         |
|                                            |                                         |                                         |                                         |                                         |                                         |
|                                            |                                         |                                         | P15                                     |                                         |                                         |
|                                            |                                         |                                         |                                         |                                         |                                         |
|                                            |                                         |                                         |                                         |                                         |                                         |
|                                            |                                         |                                         |                                         |                                         |                                         |
|                                            |                                         |                                         |                                         |                                         |                                         |
|                                            |                                         |                                         |                                         |                                         |                                         |
|                                            |                                         |                                         | P16                                     |                                         |                                         |
| Syndrome de Wolf-Hirschhorn                |                                         |                                         |                                         |                                         |                                         |
| Syndrome d'Ellis-Van Creveld               |                                         |                                         |                                         |                                         |                                         |
| Surdité d'origine génétique                | Dominante                               |                                         | p16.1                                   |                                         |                                         |
| Achondroplasie                             | Dominante                               |                                         | p16.3                                   | FGFR3                                   |                                         |
| Nanisme thanatophore                       | Dominante                               |                                         | p16.3                                   | FGFR3                                   |                                         |
| Chorée de Huntington                       | Dominante                               | 143100                                  | p16.3                                   | HTT/IT15                                | huntingtine                             |
| Syndrome de Muenke                         | Dominante                               | 602849                                  | p16.3                                   | FGFR3                                   |                                         |
| SADDAN                                     |                                         |                                         | p16.3                                   | FGFR3                                   |                                         |
| Hypochondroplasie                          | Dominante                               | 146000                                  | p16.3                                   | FGFR3                                   |                                         |
| Syndrome de Hurler                         | Récessive                               | 607014                                  | p16.3                                   |                                         |                                         |
|                                            |                                         |                                         |                                         |                                         |                                         |
|                                            |                                         |                                         |                                         |                                         |                                         |
|                                            |                                         |                                         |                                         |                                         |                                         |